# 964

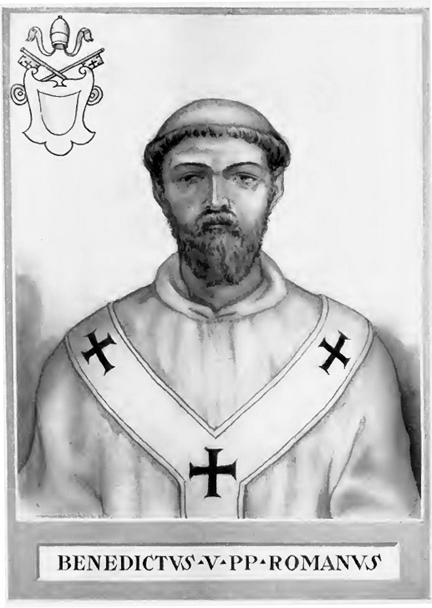
Paus Benedictus V (22 mei - 23 juni)

Het jaar 964 is het 64e jaar in de 10e eeuw volgens de christelijke jaartelling.

## Gebeurtenissen

### Byzantijnse Rijk
- Byzantijns-Arabische oorlog: Keizer Nikephoros II (Phokas) zet de herovering van zuid-Anatolië (huidige Turkije) voort. Hij verovert Cyprus en reorganiseert de veroverde gebieden in nieuwe thema's (militaire districten). In de zomer, vallen Byzantijnse troepen onder leiding van generaal Johannes Tzimiskes de Arabische vestingsteden aan langs de kust in Cilicië. In de winter wordt hij gedwongen zich terug te trekken naar Caesarea.[1]
- 25 oktober - Belegering van Rometta: Nikephoros II (Phokas) stuurt een Byzantijns expeditieleger (ongeveer 40.000 man) naar Sicilië om de Arabische belegering bij Rometta te ontzetten en het eiland in te lijven bij het Byzantijnse Rijk. Twee dagen lang wordt er gevochten bij de belegerde citadel van Rometta. De Saracenen slagen erin het Byzantijnse leger te verslaan, overlevenden proberen te vluchten naar de vloot bij Messina.[2]

### Europa
- Voorjaar - Adelbert I, medekoning van Italië, keert terug naar het vasteland van Italië, nadat hij gevlucht is naar Corsica (zie 963). Adelbert valt Umbrië binnen en bezet het hertogdom Spoleto. Keizer Otto I ("de Grote") verlaat Rome met zijn leger en belegert de vestingstad Spoleto. Otto vervolgt zijn campagne in Italië en verovert de omgeving van Lucca. In de herfst verlaat hij het door pest geteisterde Toscane en trekt zich terug naar Ligurië. Ondertussen wordt zijn achterhoede aangevallen door Lombardische troepen van Adelbert.[3]
- Koenraad van Bourgondië ("de Vredelievende"), heerser van Opper-Bourgondië, trouwt met de 21-jarige Mathilde van Frankrijk (een dochter van koning Lodewijk IV).

### Azië
- De Hualintempel van Fuzhou, gelegen in de Chinese provincie Fujian, wordt gebouwd (waarschijnlijke datum).

### Religie
- Voorjaar – Paus Johannes XII keert met zijn aanhangers terug naar Rome. Hij roept een synode bijeen die tegenpaus Leo VIII per direct afzet. Leo zoekt zijn toevlucht zoekt aan het hof van Otto I ("de Grote"). Johannes stuurt een delegatie naar Otto om te onderhandelen over een compromis.[5]
- 14 mei - Johannes XII overlijdt (naar verluidt door een beroerte, of door toedoen van een bedrogen echtgenoot, tijdens een ongeoorloofde seksuele relatie) na een regeerperiode van 8 jaar. Het volk in Rome kiest Benedictus V als zijn opvolger. Benedictus begint zijn pontificaat als de 131e paus van de Katholieke kerk.
- 23 juni - Otto I ("de Grote") dwingt Benedictus V af te treden (na een regeerperiode van slechts 32 dagen). Hij doet vrijwillig afstand van de pauselijke zetel en Leo VIII wordt benoemd tot de officiële paus van Rome.[6]
- Eerste schriftelijke vermeldingen van Beveren, Idegem, Ledeberg, Saarburg, Wortegem en Zevergem.

## Overleden
- 21 januari - Lotharius II ("de Oude"), graaf van Walbeck (r. 929 - 941)
- 14 mei - Johannes XII, paus van de Katholieke Kerk (r. 955 - 964)
- 3 juli - Hendrik I, Duits edelman en aartsbisschop (r. 956 - 964)
- 5 augustus - Godfried I, Duits edelman en hertog (r. 959 - 964)
- 29 september - Liutgard van Vlaanderen, Vlaams edelvrouw
- Hassan al-Kalbi (of Aboulchare), emir van Sicilië (r. 948 - 954)